# Lajos Kossuth
Lajos Kossuth (AFI:ˈlɒjoʃ ˈkoʃuːt) (n. 19 septembrie 1802, Monok, Ungaria – d. 20 martie 1894, Torino) a fost un revoluționar maghiar de origine germană și slovacă, guvernator de facto al Ungariei în timpul Revoluției de la 1848.

## Originea și studiile
Lajos Kossuth s-a născut într-o familie din mica nobilime sărăcită, lipsită de proprietate funciară. Tatăl era slovac, iar mama lui Kossuth, Karoline Weber, era de etnie germană și confesiune evanghelică-luterană. Părinții ei erau originari din Eperjes, azi Prešov în Slovacia.
Studiile și le-a făcut în Sátoraljaújhely, Eperjes și Sárospatak, unde și le-a încheiat. În 1823 a dat examen la avocatură, devenind jurist în orașul Pesta. Între 1824-1832 a practicat avocatura în orașul Monok din comitatul Zemplén.
La sfârșitul anului 1832 a devenit deputat în parlamentul din Pozsony (fosta capitală a Ungariei, astăzi Bratislava). Aici a redactat și raportat informațiile parlamentare între anii 1832-1836 și a fost un participant fervent la elaborarea unor măsuri de reforme vizând modernizarea și avansul societății, în favoarea apărării interesului național. După suspendarea parlamentului, Kossuth și-a continuat activitatea ca jurnalist angajat în chestiunile privind drepturile naționale, articolele fiind publicate în gazetă proprie (1836-1837). Ziarul său a fost suspendat și interzis, iar Kossuth a fost condamnat la patru ani închisoare (în 1837). În acest răstimp a studiat economia și limba engleză. Eliberarea din detenție a avut loc în mai 1840.

## Precursorii: reformiști marcanți (1830-1848)
- contele István Széchenyi (1791-1860), fiul lui Ferenc Széchenyi care a înființat Muzeul Național și Biblioteca Națională a Ungariei. Széchenyi fiul a fost ofițer combatant în războiul lui Napoleon, iar după război a ajuns în Anglia. Această vizită a avut o influență atât de mare asupra lui, încât s-a decis să-și dedice toată activitatea în folosul progresului și dezvoltării Ungariei. Autor a trei cărți: Creditul, Lumea, Stadiul'.
- Ferenc Kölcsey
- contele Miklós Wesselényi
- Ferenc Deák (1803-1876); ministru al justiției
- contele Lajos Batthyány (1807-1849). Împăratul habsburgic austriac Ferdinand I cel Bun (totodată rege al Ungariei și Croației, cu numele Ferdinand V) l-a numit pe Batthyány prim-ministru (primul premier constituțional al Ungariei) la 17 martie 1848.

## Kossuth la ziarulPesti Hírlap
În ianuarie 1841 Kossuth a fost numit redactor-șef la ziarul Pesti Hírlap. A început să publice articole de fond împotriva privilegiilor feudale și despre lupta pentru drepturi cetățenești, a cerut independența constituțională. István Széchenyi, marele reformator liberal, care era mai răbdător, l-a avertizat că articolele sale erau instigatoare și puteau duce la declanșarea unei revoluții. Prioritatea ambelor personalități era unirea națională, ei elaborând împreună proiectul unei politici naționale, prezentată în gazeta la care lucra Kossuth. Materialul publicat a avut efect mare (tirajul ziarului a fost între 3000-6000 de exemplare). Conservatorii potrivnici reformelor au fost criticați de Széchenyi. În 1844 guvernul l-a destituit pe Kossuth din redacția ziarului Pesti Hírlap, pretextul fiind retribuția. Kossuth a scris o mulțime de articole despre o economie independentă, s-a opus importurilor industriale din Austria, iar opoziția politică și-a însușit acest deziderat.

## Revoluția
La 3 martie 1848, la scurt timp după știrile despre Revoluția din Februarie de la Paris, opoziția a cerut să fie aplicate urgent programele propuse mai înainte, iar parlamentul le-a aprobat. Rezoluția s-a bazat pe ideea că austriecii se vor vedea siliți să aprobe hotărârea parlamentului ungar.
La 15 martie 1848 a început revoluția. Poetul Sándor Petőfi a citit mulțimii adunate în fața Muzeului Național o listă cu cele 12 puncte importante pentru independență.

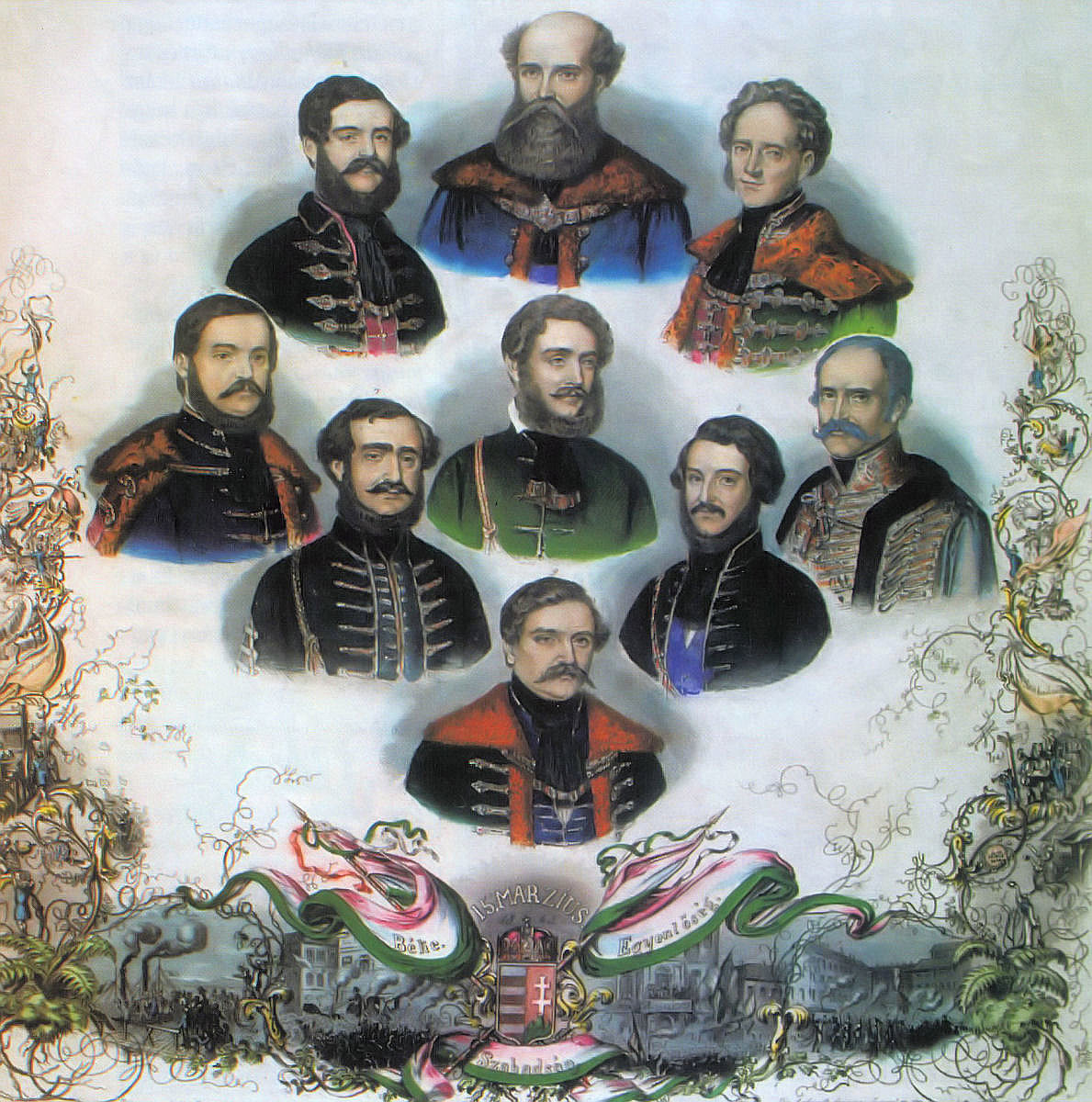
Guvernul Batthyány

Kossuth a devenit ministru al finanțelor în guvernul Batthyány. În vara anului 1848 a continuat aplicarea programului revoluționar, în iulie guvernul avut nevoie de un buget pentru revoluție, costul, estimat la 40 de milioane de forinți, fiind imens. La 6 septembrie Banca Națională a alocat fonduri pentru apărare și a emis prima bancnotă națională.
La 15 septembrie 1848 parlamentul a votat înființarea comitetului național de apărare, iar guvernul Batthyány a demisionat. Ungaria a rămas temporar fără guvernare, dar comitetul național de apărare a luat conducerea, iar Kossuth a fost ales conducătorul operativ ai comitetului. Organizarea armatei a fost dificilă. Parlamentul s-a mutat la Debrețin, întrucât armata austriacă, sub comanda generalului (totodată principe) Alfred von Windisch-Graetz, a ocupat Buda în Ungaria și Clujul în Transilvania.
În martie 1849 generalul Görgey a pornit un atac masiv împotriva armatei austriece. Până în mai 1849 a reușit să elibereze aproape tot teritoriul Ungariei. De la Viena, împăratul Francisc Iosif a cerut ajutorul armatei ruse prin generalul Ivan Paskevici și, în iunie 1849, armata țaristă, sub comanda baronului și general austriac Julius Jacob von Haynau, a intervenit în luptă împotriva forțelor revoluționare ungare cu un efectiv de 200.000 de ostași. Trupele generalului Görgey au atacat forțele ruse.
Între 6 și 21 iunie 1849 a avut loc bătălia de la Pered (Tešedíkovo, sat din Slovacia). La 2 iulie 1849 generalul Haynau a declanșat o ofensivă puternică împotriva lui Görgey. La 1 septembrie 1849 Görgey a trimis împăratului un mesaj cu condițiile de retragere, dar Francisc Iosif le-a respins. La 1 octombrie 1849 armata ungară a capitulat în zona localității Șiria, județul Arad.
Trupele imperiale comandate de Haynau au pornit un atac de răzbunare împotriva Ungariei. La 6 octombrie 1849, Cei 13 de la Arad, ofițeri din armata maghiară revoluționară au fost executați la Arad. În aceeași zi a fost executat și prim-ministrul Lajos Batthyány.
La 11 august 1849 Kossuth a demisionat și a fost urmat în funcție de generalul Görgey.

## Exilul
În exil (unde o parte din timp a trăit și în Statele Unite ale Americii), Kossuth a întreținut legături cu cercuri de exilați francezi, italieni, ruși, germani și polonezi, îndeosebi cu Giuseppe Mazzini. Și-a amplificat activitățile în 1853-1856, în timpul Războiului Crimeii, însă nu a putut obține practic nimic de la puterile anglo-franceze cu privire la o eventuală independență a Ungariei, întrucât Imperiul Austriac nu fusese aliat în Războiul Crimeii cu Rusia.
Kossuth a sperat în continuare că se va putea ajunge la o conjunctură favorabilă pentru independența Ungariei pe fundalul conflictelor dintre marile puteri europene. Kossuth a avut legături cu împăratul Napoleon al III-lea și cu Camillo Cavour. A fondat Direcția Națională Maghiară, împreună cu contele László Teleki și cu generalul György Klapka, și a inițiat constituirea unei legiuni maghiare. Însă Napoleon al III-lea a încheiat subit pace cu Austria, după Bătălia de la Solferino (24 iunie 1859).
Speranțele au fost realimentate de succesele repurtate în Italia de mișcarea lui Giuseppe Garibaldi, în cadrul căreia au luptat și exilați unguri. În 1861 Kossuth s-a stabilit în Italia. A fost de părere că lumea ar fi putut profita în 1866 de înfrângerea Austriei în războiul cu Prusia în vederea dezmembrării imperiului habsburgic. Deși în 1867 Ungaria a primit actul realizării "dualismului" (Austro-Ungaria), Kossuth a continuat să pledeze pentru realizarea unei independențe depline a Ungariei și să spere la ivirea unei conjuncturi favorabile realizării acestui deziderat. Kossuth mai era de părere (profetică) că riscurile de dezmembrare a Austriei prin posibile războaie în care putea fi atrasă (Ungaria fiind implicit atrasă în mod automat) reprezentau totodată un risc pentru integritatea teritorială a Ungariei.
În 1877 100 de cetățeni ai orașului Cegléd s-au întâlnit la Collegno, lângă Torino, cu Kossuth și i-au adresat invitația, în numele deputaților urbei în adunarea națională să se reîntoarcă în patrie. Kossuth nu a dat curs invitației, dar urmașii grupului celor 100 au comemorat anual festiv întâlnirea cu cel exilat.
În 1889 guvernul de la Budapesta i-a anulat lui Kossuth cetățenia maghiară, ceea ce a stârnit consternare și cereri insistente de destituire a prim-ministrului Kálmán Tisza. Kossuth a evidențiat într-o scrisoare că acordarea cetățeniei în baza legii atunci în vigoare ar fi însemnat ca el să fie considerat austro-ungar, „ceea ce”, preciza Kossuth „nu am fost în viața mea niciodată, nu sunt și nu voi fi sub nicio condiție, cu niciun preț”.
Kossuth a murit la Torino la 20 martie 1894 și a fost înmormântat la Budapesta, în cadrul unor funeralii naționale.

## Memoria
Din 1948 în Ungaria există un premiu numit în cinstea sa. Din 1949 radioul public din Ungaria se numește Kossuth Rádió⁠(en)[traduceți].